# Kort oktav
| I denna artikel     |
| används tonnamnen   |
| B♭ och H.           |
| Se olika skrivsätt. |

Kort oktav kallas den förminskade stora oktav som ofta används på äldre medeltonstempererade tangentinstrument. 

## Allmänt
Renässansens och den tidiga barockens musiker undvek tonarter med många förtecken och därmed sådana med höjd eller sänkt grundton. Därför kunde man avstå från motsvarande tangenter i den lägsta oktaven på klaviaturinstrument. Vid bygge av orglar blev det dessutom en kostnadsbesparing att inte behöva tillverka lika många stora pipor som annars hade behövts. Moderna instrument har normalt full oktav, vilket innebär att alla toner finns i oktaven.

## Kort oktav
En kort oktav innehåller endast de 8 tonerna C, D, E, F, G, A, A♯ och H. Klaviaturen börjar skenbart med E och ser sedan helt normal ut. I verkligheten är första tonen inte E utan C, och sedan fortsätter undertangenterna på normalt sätt med F, G, A och H. De resterande tonerna D och E förläggs till F♯- respektive G♯-tangenterna. Som tredje övertangent följer på normalt sätt A♯.

## Kort oktav med brutna tangenter
I ett senare skede, när man ville ha fler höjda toner, delade man övertangenterna för D och E i en undre och en övre halva, där undre delen fortfarande används för D respektive E medan övre tilldelas F♯ respektive G♯. Övertangenten för A♯ fungerar oförändrat. Denna typ kallas "kort oktav med brutna tangenter" eller bara "bruten oktav".

## Kort oktav på instrument i nutid
När det i äldre musik finns ackord i stora oktaven som inte går att greppa på moderna instrument kan det bero på att tonsättaren tänkt sig ett instrument med kort eller bruten oktav. Därför väljer man ofta att behålla den korta eller brutna oktaven på gamla instrument.